# Épinal
Épinal – miejscowość i gmina we Francji, w regionie Grand Est, w departamencie Wogezy.
Według danych na rok 1990 gminę zamieszkiwały 36 732 osoby, a gęstość zaludnienia wynosiła 620 osób/km² (wśród 2335 gmin Lotaryngii Epinal plasuje się na 4. miejscu zarówno pod względem liczby ludności, jak i powierzchni.)

## Transport
- Gare d’Épinal – stacja kolejowa
- Tramwaje w Épinal

## Sport
- Image Club d’Épinal – klub hokejowy
- SAS Épinal – klub piłkarski

## Współpraca
Miejscowości partnerskie:
- Bitola, Macedonia Północna
- Chieri, Włochy
- Gembloux, Belgia
- La Crosse, Stany Zjednoczone
- Loughborough, Wielka Brytania

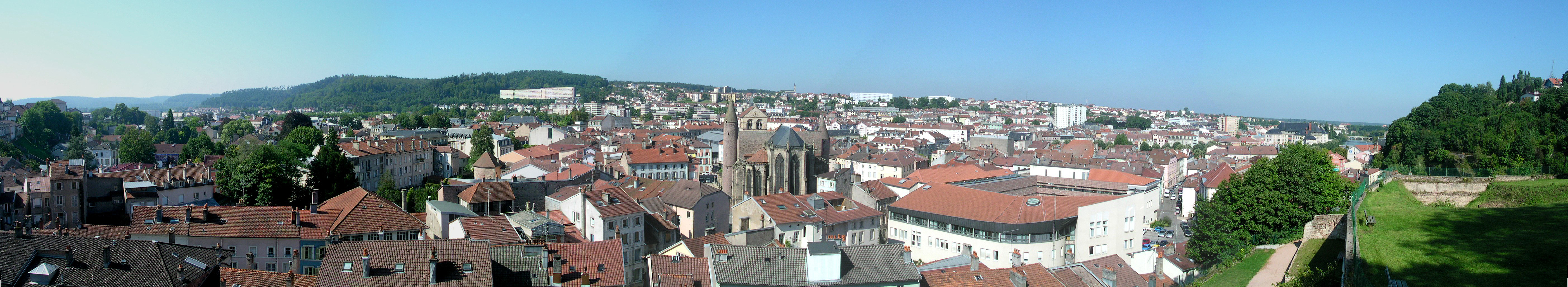
Épinal

- Schwäbisch Hall, Niemcy